# Дачная-2
Да́чная-2 — деревня в Смоленском районе Смоленской области России. Входит в состав Гнёздовского сельского поселения. Население — 58 жителей (2007 год).

## География
Расположена в западной части области в 5 км к западу от Смоленска, в 5 км севернее автодороги А141 Орёл — Витебск, на берегу реки Днепр. В 0,1 км севернее деревни расположена железнодорожная станция Дачная-2 на линии Смоленск — Витебск.

## История
В годы Великой Отечественной войны деревня была оккупирована гитлеровскими войсками в июле 1941 года, освобождена в сентябре 1943 года.

## Инфраструктура
Дачи. Действует железнодорожная платформа Дачная-2

## Транспорт
Автомобильный и железнодорожный транспорт.